# Кудамацу
Кудамацу (яп. 下松市, くだまつし, кудамацу сі ) — місто в Японії, у південно-східній частині префектури Ямаґуті. Засноване 3 листопада 1939 року шляхом злиття таких населених пунктів:
- містечка Кудамацу повіту Цуно (都濃郡下松町);
- села Кубо (久保村);
- села Ханаока (花岡村);
- села Міму-Мінамі (末武南村).